# Ispagnac
Ispagnac è un comune francese di 898 abitanti situato nel dipartimento della Lozère nella regione dell'Occitania.

## Società

### Evoluzione demografica
Abitanti censiti